# فردا بس می‌کنم
فردا بس می‌کنم (به آلمانی: Morgen hör ich auf) مجموعهٔ تلویزیونی کوچک درام از شبکهٔ زد د اف آلمانی است که داستان مرد چاپگری را روایت می‌کند که به خاطر نیازهای مالی خود و خانواده‌اش به جعل پول می‌پردازد. این مجموعه از مجموعهٔ تلویزیونی آمریکایی برکینگ بد الهام گرفته‌شده است.

## داستان
یوخن له‌من (به آلمانی: Jochen Lehmann) به عنوان چاپگری در شهر فرانکفورت به همراه همسرش و سه فرزندش زندگی می‌کنند و شدیداً از بحران مالی رنج می‌برد. شرکت چاپگری‌اش، که از پدر همسرش برای او باقی مانده، تحت قروض بسیار زیاد قرار دارد و مدت بسیار زادی هیچ قراردادی به‌دست نیاورده است. در همین حال همسرش نیز به صورت مخفی با مرد دیگری رابطهٔ عاشقانه دارد و زندگی آن‌ها در حال از هم پاشیدن است.
در یک شب پس از کشمکش‌های فراوان با بانک، یوخن له‌من وارد شرکت چاپگری‌اش شده و فکری به ذهنش خطور می‌کند که اسکناس‌های ۵۰ یوروای چاپ کند. پس از کار در تمام شب، موفق به جعل اسکناس به صورت بسیار ماهرانه می‌شود با جعل چندین هزار یورو کمی از مشکلات خود را برطرف می‌کند اما در همین حال مشکلات بسیار بزرگتر دیگری رخ می‌دهند که در طول داستان به آن‌ها پرداخته می‌شود. شعار او در طول داستان این است که «فردا بس می‌کنم»، اما پس از مواجه شدن با یک جعل‌کار دیگر حرفه‌ای، زندگی او به صورت کلی تغییر می‌کند.

## فهرست اپیزودها

### فصل اول
| ' |   |                     |                |      |
| ۱ | ۱ | «اسکناس زیبا DE»    | ۲ ژانویه ۲۰۱۶  | ۴٫۴۹ |
| ۲ | ۲ | «تبدیل پول DE»      | ۹ ژانویه ۲۰۱۶  | ۴٫۱۹ |
| ۳ | ۳ | «سقوط DE»           | ۱۶ ژانویه ۲۰۱۶ | ۳٫۲۲ |
| ۴ | ۴ | «روز دیدار DE»      | ۲۳ ژانویه ۲۰۱۶ | ۳٫۱۷ |
| ۵ | ۵ | «امروز بس می‌کنم DE» | ۳۰ ژانویه ۲۰۱۶ | ۲٬۷۸ |